# 洪瑞珍三文治

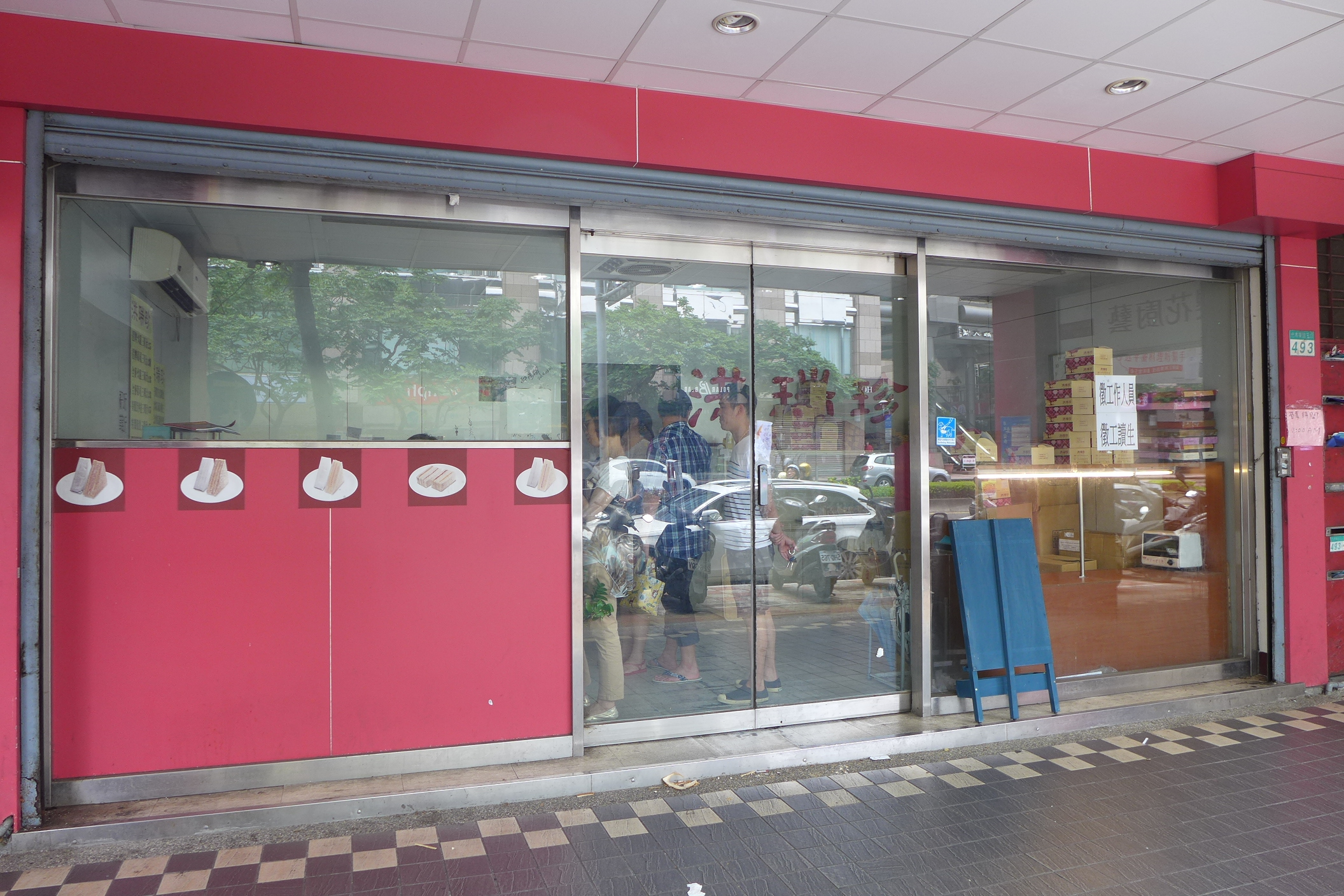
洪瑞珍三文治台北忠孝店

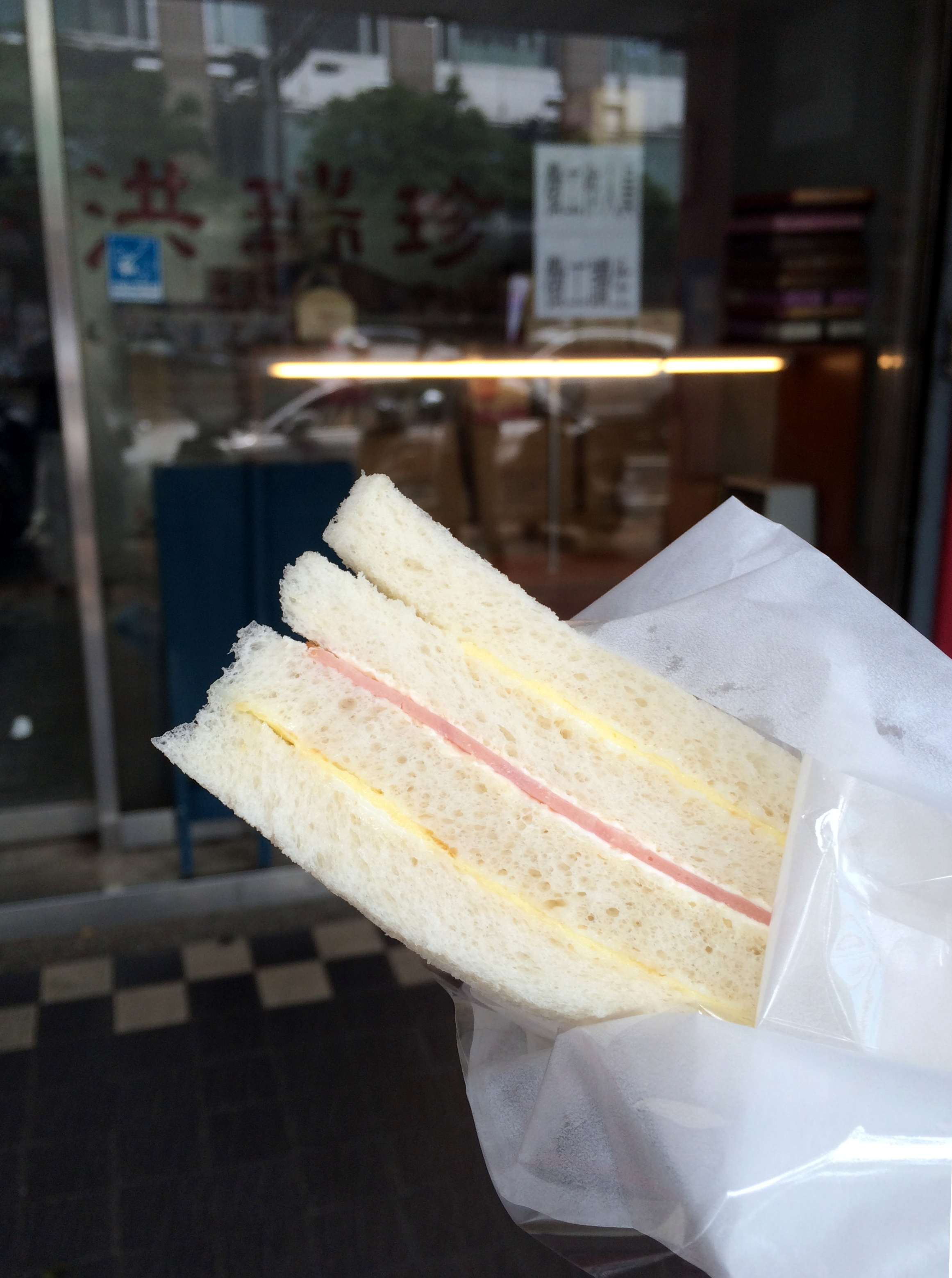
招牌火腿三文治

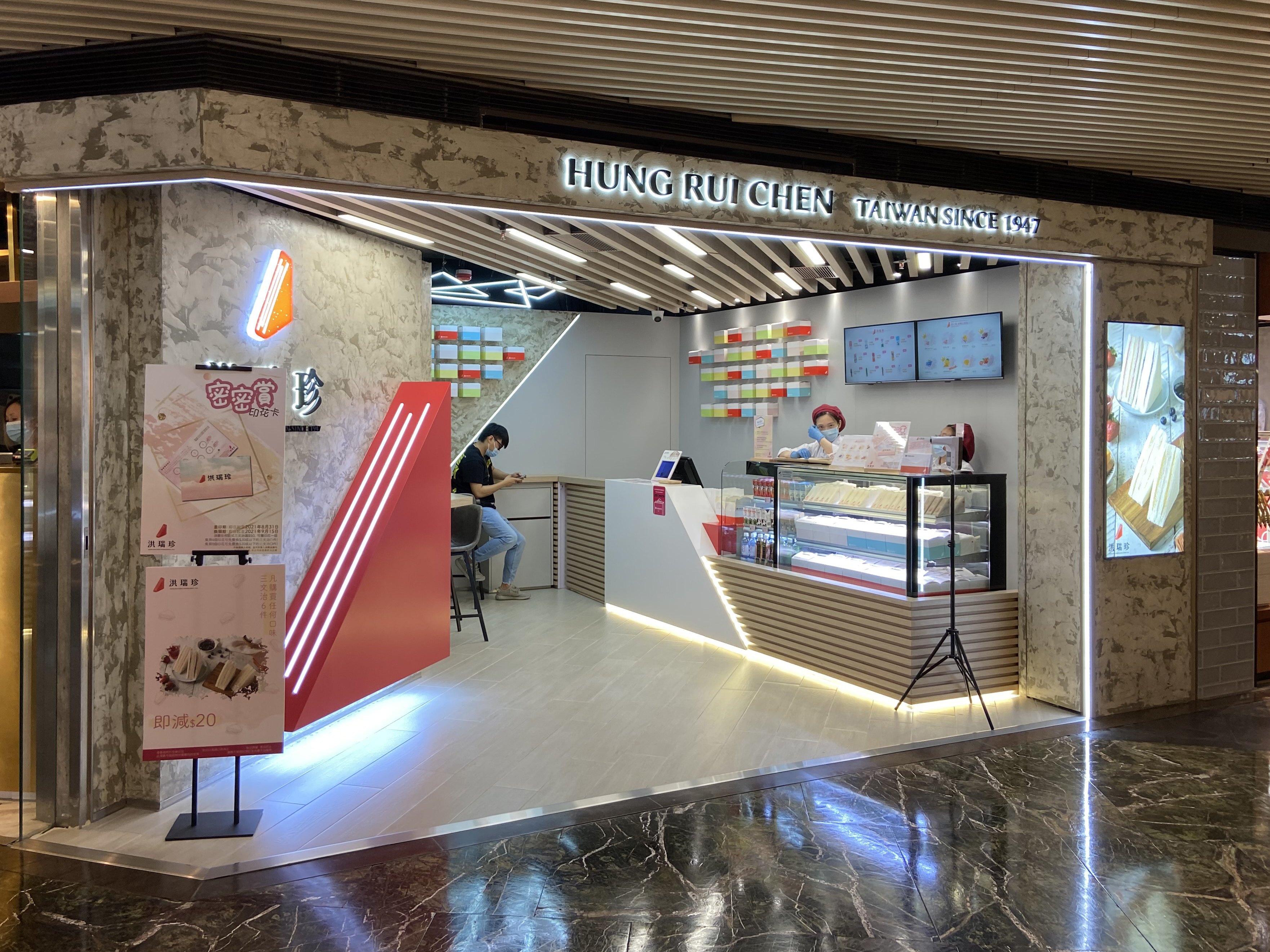
洪瑞珍在香港旺角朗豪坊的分店

洪瑞珍三文治（英語：Hung Rui Chen Sandwich）是台灣彰化縣北斗鎮「洪瑞珍餅店」起家的三文治品牌，吸引不少旅客購買用作送禮，但並非同一企業連鎖，而是分屬不同親戚開的體系。「洪瑞珍餅店」於1947年由洪宜杉創立，首先在台灣彰化北斗開了一家果子店（後取為「洪瑞珍），洪瑞珍三文治特別之處就是用美乃滋代替奶油，以甜味作基礎再進行變化。
由於洪瑞珍於1985年已分家，分別位於北斗、二林、彰化、台中等地，雖都是洪家親屬所開，但不同店舖均屬不同的負責人，互不隸屬，所以口味會有些不同；直至2018年洪瑞珍三北斗創始店董事長洪峻聲才正式把家族店都召回、簽訂正式的授權商標合約。

## 洪瑞珍系統
- 洪宜杉(老五)：洪瑞珍餅舖 北斗本店（創始店）、洪瑞珍興業有限公司，台南、韓國、香港均設有門市
- 洪泰雄：洪瑞珍餅店 台中中山店（無分店）、新洪瑞珍食品有限公司
- 洪幸雄：洪瑞珍自由店、洪瑞珍自由店餅店有限公司
- (老大)：洪瑞珍台北重慶店
- (老二)：洪瑞珍板橋海山店、板橋車站、洪瑞珍實業有限公司

（洪毓姍：洪家手作三明治、洪家手作洪瑞珍三明治(香港)、洪瑞珍傳世有限公司，2018年與創始店簽和解後仍繼續使用，2022年違反商標法判刑）

## 海外展店
在2018年3月，在韓國首爾設立海外第一家門市，選在熱鬧的弘大商圈，開幕初期造成不小的排隊熱潮。
2020年，首次在香港屯門市廣場開設分店，其後在荃灣、旺角開設分店。
2023年，首次在日本東京開設分店。

## 相關事件
- 2014年10月，香港藝人唐詩詠把洪瑞珍三文治帶回香港中環PMQ元創方開設Pop-up Store售賣，吸引很多香港人光顧購買，半天銷售1600個，但價錢較台灣貴7倍。[8][9]

- 2015年1月，網購騙案：香港至少七人因網購洪瑞珍三文治遇騙，涉款五千元。[10]

- 2015年7月至8月間，香港衛生防護中心接獲多宗懷疑因食用洪瑞珍三文治而出現食物中毒，進食後有腸胃炎徵狀的個案。[11]8月3日，由於在腸胃炎患者當中六位的糞便樣本發現對D組沙門氏菌呈陽性反應，香港食物安全中心認為三文治在生產時已經受污染，因此下令禁止洪瑞珍三文治進口及在香港出售[12]。
- 2017年，洪家後代洪毓姍未經授權私自另創品牌「洪家三明治」並在台灣、香港展店。2018年8月，雙方和解未來不可再使用洪瑞珍商標或相似的權利；但2019年1月至2020年4月間，洪毓姍夫妻經營的「洪家手作」三明治多間分店仍持續使用「洪瑞珍」、「HUNG RUI CHEN」等字樣，且其公司名稱為「洪瑞珍傳世」、「洪瑞珍三明治店」也構成侵權，期間2020年5月25日香港衞生署衞生防護中心表示共有93人疑似吃了「洪家手作三明治」的產品而身體不適送醫。2021年3月台灣智慧財產法院判決，這對夫妻須更改公司名稱中的「洪瑞珍」字樣，並賠償洪峻聲80萬元，可上訴。2022年5月18日，洪家手作三明治更名為「蔡家虹手作三明治」，同年5月25日刑事部分法官認為夫妻犯後均否認犯行、尚未獲得和解也未賠償，判刑各6個月，可易科罰金18萬元，可上訴。[13]

## 外部連結
- 洪瑞珍餅店彰化北斗創始店官方網站 （页面存档备份，存于）
- 洪瑞珍餅店台南店官方網站 （页面存档备份，存于）
- 洪瑞珍餅店板橋店/板橋環球店官方網站 （页面存档备份，存于）
- 洪瑞珍餅店忠孝店/國光店官方網站 （页面存档备份，存于）
- 洪瑞珍餅店重慶店/內湖店官方網站 （页面存档备份，存于）
- 洪瑞珍餅店自由店官方網站 （页面存档备份，存于）
- 洪瑞珍三明治臉書